# Indianapolis 500 2004

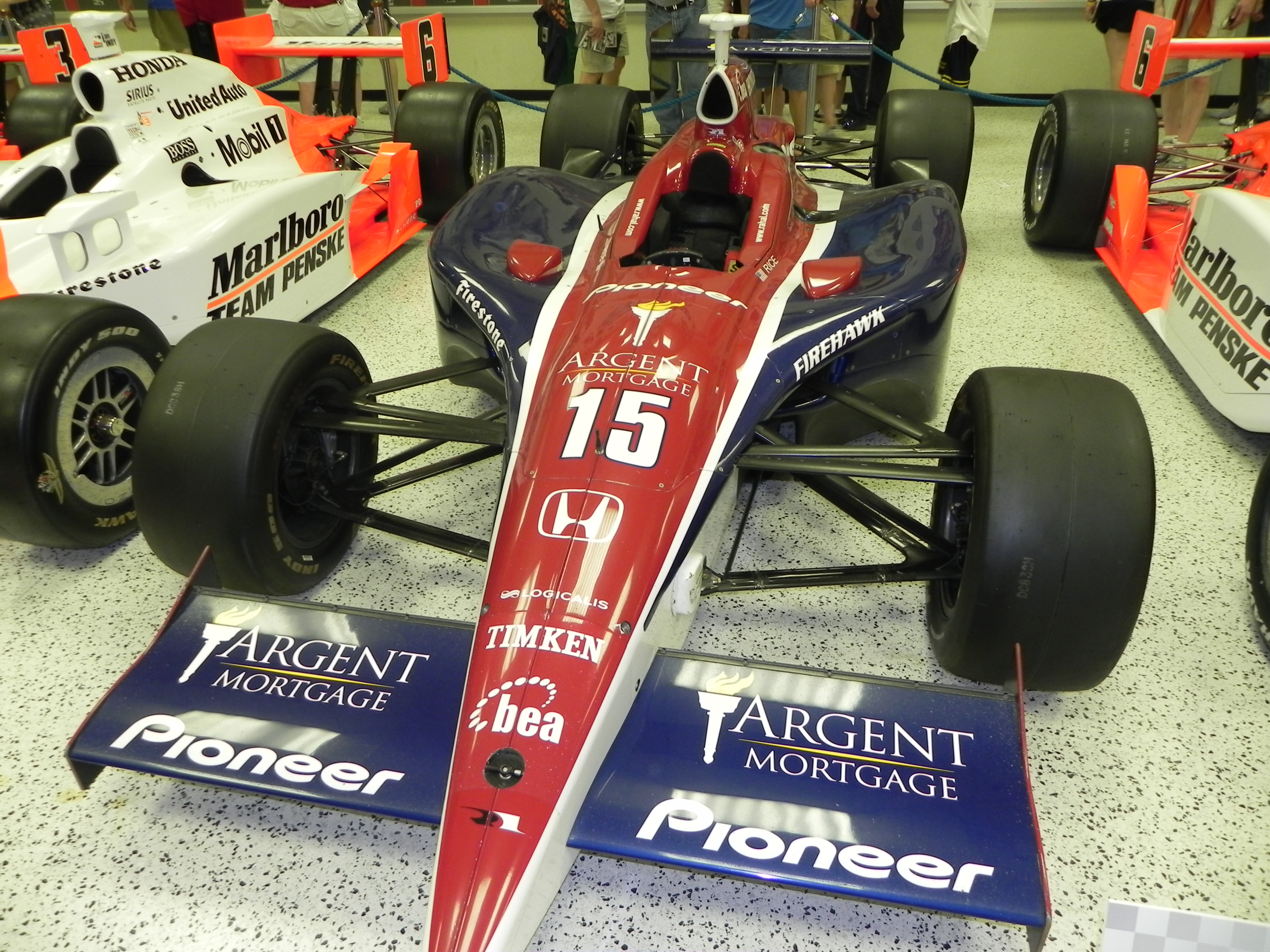
Buddy Rices vinnarbil utställd på Indianapolis Motor Speedway Museum.

Indianapolis 500 2004 var ett race som kördes den 30 maj 2004 på Indianapolis Motor Speedway. Det var tävlingens 88:e upplaga, och den vanns av Buddy Rice vilket var den första segern för en amerikan sedan 1998.

## Tävling
Buddy Rice tog pole position med fyra varvs genomsnitt på 222,024 mph (357,23 km/h), och var den snabbaste föraren i tävlingen, men fick förlita sig på att regn skulle hålla sig borta tillräckligt länge för att han skulle hamna på första plats efter en depåstoppssekvens. Loppet kunde köras i 180 av de 200 stipulerade varven, vilket gav Rice ledningen och möjligheten att ta hem segern. Loppet bröts på grund av att det började regna ordentligt, vilket var en tornado som drog in över Indianapolis. Den missade banan och dess 250 000 åskådare med bara 10 km, vilket undanröjde en potentiell katastrof. 

## Startgrid
| Plats | Förare            | Team                     | Fart (mph)                   |
| ----- | ----------------- | ------------------------ | ---------------------------- |
| 1     | Buddy Rice        | Rahal Letterman Racing   | 222,024 miles (357,313 km)/h |
| 2     | Dan Wheldon       | Andretti Green Racing    | 221.524                      |
| 3     | Dario Franchitti  | Andretti Green Racing    | 221.471                      |
| 4     | Bruno Junqueira   | Newman/Haas Racing       | 221.379                      |
| 5     | Tony Kanaan       | Andretti Green Racing    | 221.200                      |
| 6     | Adrián Fernández  | Fernández Racing         | 220.999                      |
| 7     | Vitor Meira       | Rahal Letterman Racing   | 220.958                      |
| 8     | Hélio Castroneves | Marlboro Team Penske     | 220.882                      |
| 9     | Kosuke Matsuura   | Fernández Racing         | 220.740                      |
| 10    | Tomas Scheckter   | Panther Racing           | 220.417                      |
| 11    | Sam Hornish Jr.   | Marlboro Team Penske     | 220.180                      |
| 12    | Roger Yasukawa    | Rahal Letterman Racing   | 220.030                      |
| 13    | Scott Dixon       | Chip Ganassi Racing      | 219.319                      |
| 14    | Mark Taylor       | Panther Racing           | 219.292                      |
| 15    | Darren Manning    | Chip Ganassi Racing      | 219.271                      |
| 16    | Ed Carpenter      | Cheever Racing           | 218.590                      |
| 17    | Al Unser Jr.      | Patrick Racing           | 217.966                      |
| 18    | Robby Gordon      | Robby Gordon Motorsports | 216.522                      |
| 19    | Sarah Fisher      | Kelley Racing            | 215.771                      |
| 20    | Scott Sharp       | Kelley Racing            | 215.635                      |
| 21    | A.J. Foyt IV      | A.J. Foyt Enterprises    | 214.256                      |
| 22    | Larry Foyt        | A.J. Foyt Enterprises    | 213.277                      |
| 23    | Bryan Herta       | Andretti Green Racing    | 219.871                      |
| 24    | Alex Barron       | Cheever Racing           | 218.836                      |
| 25    | Felipe Giaffone   | Dreyer & Reinbold Racing | 216.259                      |
| 26    | Tora Takagi       | Mo Nunn Racing           | 214.364                      |
| 27    | Greg Ray          | Access Motorsports       | 216.641                      |
| 28    | Buddy Lazier      | Hemelgarn Racing         | 215.110                      |
| 29    | Jeff Simmons      | Mo Nunn Racing           | 214.783                      |
| 30    | Richie Hearn      | Sam Schmidt Motorsports  | 213.715                      |
| 31    | P.J. Jones        | Beck Motorsports         | 213.355                      |
| 32    | Marty Roth        | Roth Racing              | 211.974                      |
| 33    | Robbie McGehee    | PDM Racing               | 211.631                      |

Följande förare missade att kvala in
- Luis Díaz
- Jaques Lazier

## Resultat
| Plats | Förare                     | Team                     | Grid |
| ----- | -------------------------- | ------------------------ | ---- |
| 1     | Buddy Rice                 | Rahal Letterman Racing   | 1    |
| 2     | Tony Kanaan                | Andretti Green Racing    | 5    |
| 3     | Dan Wheldon                | Andretti Green Racing    | 2    |
| 4     | Bryan Herta                | Andretti Green Racing    | 23   |
| 5     | Bruno Junqueira            | Newman/Haas Racing       | 4    |
| 6     | Vitor Meira                | Rahal Letterman Racing   | 7    |
| 7     | Adrián Fernández           | Fernández Racing         | 6    |
| 8     | Scott Dixon                | Chip Ganassi Racing      | 13   |
| 9     | Hélio Castroneves          | Marlboro Team Penske     | 8    |
| 10    | Roger Yasukawa             | Rahal Letterman Racing   | 12   |
| 11    | Kosuke Matsuura            | Fernández Racing         | 9    |
| 12    | Alex Barron                | Cheever Racing           | 24   |
| 13    | Scott Sharp                | Kelley Racing            | 20   |
| 14    | Dario Franchitti           | Andretti Green Racing    | 3    |
| 15    | Felipe Giaffone            | Dreyer & Reinbold Racing | 25   |
| 16    | Jeff Simmons               | Mo Nunn Racing           | 29   |
| 17    | Al Unser Jr.               | Patrick Racing           | 17   |
| 18    | Tomas Scheckter            | Panther Racing           | 10   |
| 19    | Toranosuke Takagi          | Mo Nunn Racing           | 26   |
| 20    | Richie Hearn               | Sam Schmidt Motorsport   | 30   |
| 21    | Sarah Fisher               | Kelley Racing            | 19   |
| 22    | Robby McGehee              | PDM Racing               | 33   |
| 23    | Buddy Lazier               | Hemelgarn Racing         | 28   |
| 24    | Marty Roth                 | Roth Racing              | 32   |
| 25    | Darren Manning             | Chip Ganassi Racing      | 15   |
| 26    | Sam Hornish Jr.            | Marlboro Team Penske     | 11   |
| 27    | Greg Ray                   | Access Motorsports       | 27   |
| 28    | P.J. Jones                 | Beck Motorsports         | 31   |
| 29    | Robby Gordon Jaques Lazier | Robby Gordon Motorsports | 18   |
| 30    | Mark Taylor                | Panther Racing           | 14   |
| 31    | Ed Carpenter               | Cheever Racing           | 16   |
| 32    | Larry Foyt                 | A.J. Foyt Enterprises    | 22   |
| 33    | A.J. Foyt IV               | A.J. Foyt Enterprises    | 21   |